# Genetyka genealogiczna
Genealogia genetyczna – jedna z nauk pomocniczych genealogii, zajmująca się badaniem więzi rodzinnych pomiędzy ludźmi poprzez ustalanie pokrewieństwa genetycznego. Przedmiotem zainteresowania genetyki genealogicznej jest ustalanie pokrewieństwa biologicznego w linii żeńskiej (matrylinearny system pokrewieństwa bezpośrednio odpowiada dziedziczeniu mitochondrialnemu) oraz męskiej (patrylinearny system pokrewieństwa bezpośrednio odpowiada dziedziczeniu chromosomu Y) jak również dziedziczenia we wszystkich liniach - autosomalnego. To ostatnie jest jednak ograniczone do kilku (4-5) pokoleń ze względu na proces rekombinacji genetycznej, któremu nie podlega materiał genetyczny analizowany w liniach stricte matczynej i ojcowskiej.

## Metody i uzyskiwane wyniki
Badania w genetyce genealogicznej zawsze polegają na porównaniu wyników standaryzowanych badań od co najmniej dwóch osób.
Stosowane metody są podobne lub takie same jak przy badaniach genetycznych przeprowadzanych w celu ustalania ojcostwa lub macierzyństwa. Są w pewnym sensie ich rozszerzeniem na inne stopnie pokrewieństwa, a tak samo jak one prowadzą do wniosków pozytywnych tylko z dużym prawdopodobieństwem pozytywnego wyniku i pozwalają na wykluczenie bliskiego pokrewieństwa biologicznego z całkowitą pewnością.
Badania genetyczne w celach genealogicznych prowadzi się na podstawie ogólnie dostępnych testów. Obecnie do najbardziej rozpowszechnionych należą testy analizujące:
- autosomalny DNA (atDNA) - zwykle przy szukaniu krewnych w linii bocznej;
- mitochondrialny DNA (mtDNA) - dziedziczony po matce, może służyć do wykluczenia pokrewieństwa matrylinearnego (wspólnego przodka w linii żeńskiej);
- X-DNA - umożliwia badanie pokrewieństwa tylko w niektórych liniach, ponieważ dziedziczony jest inaczej niż inne chromosomy (mężczyźni dziedziczą jeden z chromosomów X swojej matki, a kobiety po jednym od każdego rodziców; przy czym nie zawsze zachodzi rekombinacja) i może się zdarzyć, że osoby o bliskim stopniu pokrewieństwa (brat i siostra lub dwaj bracia niebędący bliźniakami jednojajowymi) odziedziczą po matce różne chromosomy X[1],
- Y-DNA - dziedziczony po ojcu przez potomków płci męskiej.

Technologie i teorie leżące u podstaw badań genetycznych są nietrywialne, jednak analiza rezultatów badań Y-DNA w genetyce genealogicznej jest stosunkowo nieskomplikowana. Otrzymane wyniki badania Y-DNA w postaci tabel zawierających nazwy znalezionych SNP albo nazwy przebadanych STR z ich znalezionymi wartościami są porównywane dla badanych dwóch mężczyzn. Uzyskanie dla nich obu takich samych wyników oznacza ich bliskie pokrewieństwo genetyczne.
W przypadku badań mtDNA porównuje się tabele zawierające wykaz zmian w stosunku do standardowej sekwencji CRS (Cambridge Reference Sequence), a po roku 2012 coraz częściej do RSRS (Reconstructed Sapiens Reference Sequence). Jeżeli u obu osób występują te same mutacje, oznacza to ich bliskie pokrewieństwo genetyczne.
W obu typach badań zwiększanie się liczby różnic oznacza coraz dalsze pokrewieństwo, aż do momentu gdy statystycznie jest ono możliwe dopiero w czasach przedhistorycznych.
Wnioskowanie na podstawie testów Y-DNA oraz mtDNA jest najprostsze, ponieważ ich materiał genetyczny nie ulega rekombinacji podczas mejozy (por. crossing-over oraz haplotyp).

## Historia
Można uznać, że pierwszą szeroko stosowaną metodą genetyki genealogicznej (acz jeszcze wtedy tak nie nazywaną) było wnioskowanie eliminacyjne biorące pod uwagę dziedziczenie grup krwi.
Począwszy od XXI wieku, badania używane w genetyce genealogicznej są szeroko dostępne, gdyż wynaleziono stosunkowo tanie
metody sekwencjonowania DNA. Natomiast istotną barierą jest niepełna wiedza o częstości mutacji ludzkiego DNA, dopiero zdobywana – w miarę gdy coraz więcej osób poddaje się testom.

## Ograniczenia
Genetyka genealogiczna umożliwia wyłącznie sprawdzenie pokrewieństwa biologicznego, czyli filiacji.
- W przypadku zapłodnienia in vitro, gdy ani biologiczna matka, ani biologiczny ojciec nie muszą być rodzicami prawnymi, a w szczególności gdy komórka jajowa pochodziła od dawczyni, to akt urodzenia, który dotychczas był niepodważalnym i nie wymagającym potwierdzenia faktem genealogicznym, przestaje takowym być.
- Jeśliby doszło do klonowania ludzi, to sytuacja się skomplikuje, bo istniejące techniki klonowania zwykle nie klonują mtDNA, tzn. nowy organizm nie otrzymuje mtDNA dawczyni komórki jajowej (por. klonowanie).
- Adopcja (przysposobienie, usynowienie) jest uznanym sposobem tworzenia rodziny, przykładowo Adam Jerzy Czartoryski został usynowiony przez Adama Kazimierza Czartoryskiego, więc w wywodach genealogicznych figuruje jako jego syn, a nie syn swojego biologicznego ojca Nikołaja Repnina[5][6].

W przypadku otrzymania takich samych wyników dla dwóch osób ich wzajemne pokrewieństwo można tylko określić, używając statystycznego prawdopodobieństwa dla każdego stopnia pokrewieństwa.

## Nieporozumienia
Jednym z rzadziej używanych znaczeń terminu genealogia
jest historia lub rodowód czegoś innego niż rodziny, na przykład: genealogia wojskowa, Genealogia sarmatyzmu,
Genealogia ziemniaka,
Genealogia dyskursu,
Batalia o człowieka: genealogia władzy […].
W tym kontekście rozszerzonego znaczenia genealogii może się pojawić utożsamienie genetyki genealogicznej z problematyką pozostającą w zakresie antropologii lub etnogenezy, ponieważ badania mtDNA oraz Y-DNA są bardzo pomocne przy analizie migracji oraz tworzeniu drzew filogenetycznych.
Nie wszyscy zajmujący się genealogią są świadomi występowania na terenach Polski zwyczaju dziedziczenia nazwiska po chałupie i zakładają powszechny związek Y-DNA z nazwiskiem. Ogólnie jest wiele przyczyn dla których nazwisko dziecka może być inne niż nazwiska jego rodziców, czego współczesnymi przykładami mogą być Anna German (zmiana pisowni przy zapisie w innym języku/alfabecie) i Jan Karski (pseudonim stający się oficjalnym nazwiskiem).